# Zastava 101
El Zastava 101/Zastava 1100/Zastava 128/Zastava 1100p/Yugo Skala es la designación genérica de una familia de automóviles de manufactura yugo/serbia procedentes del fabricante yugoslavo (ahora serbo-italiano) Crvena Zavod Zastava. Basado en la línea de diseño del modelo sedán del Fiat 128, fue llevado al mercado en 1971 y vendido bajo las marcas Zastava (en el mercado local y de Europa oriental) y como el primer coche bajo la marca de exportación Yugo (bajo las designaciones iniciales Zastava 128/Yugo 128), con variadas reestilizaciones de diseño en sus parrillas frontales y traseras, así como en su mecánica en su prolongado periodo de manufactura. Posteriormente estuvo disponible con unas carrocerías de 3 y 5 puertas de tipo liftback, un estilo que nunca fue implementado en las variantes de origen italiano, y bajo el nombre de Zastava 101. Se fabricaron cerca de 1.500.000 unidades dentro de su lapso de manufactura, que se extendió entre los años 1971 a 2008.

## Nombre
El Zastava 101 es ampliamente conocido por una larga lista de apodos. En Serbia, Croacia y Montenegro se le conoce por el mote de "Stojadin" (un apodo masculino que surge de la similitud interlinguística de los idiomas balcánicos tales como el serbio el croata y el Serbo-croata para el 101, "sto jedan").

## Historia

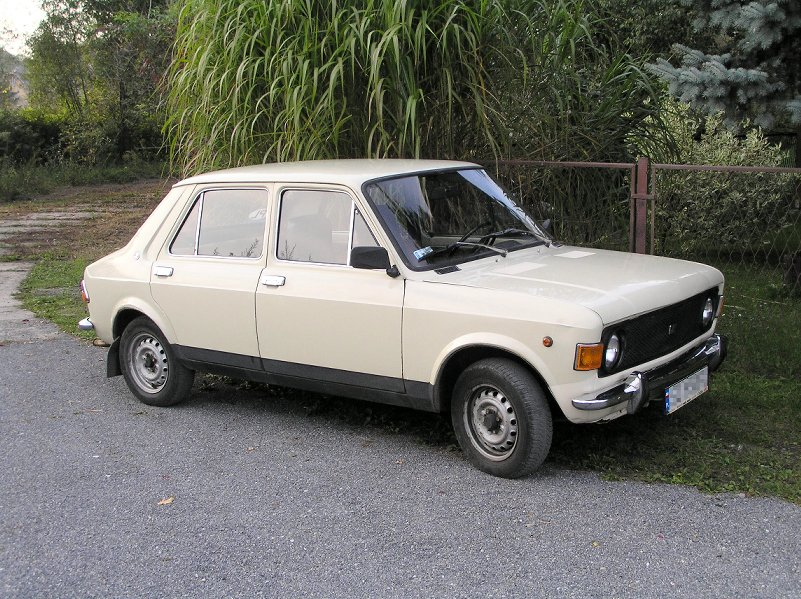
Una de las primeras versiones del Zastava 101, el Zastava 1100p, la versión económica de dicho coche.

El primer Zastava 101 fue presentado al público el 15 de octubre de 1971, en otros mercados sería llevado como  el Yugo 101, e internacionalmente mantuvo otras designaciones tales como la de Zastava 1100 o 128/311/313/511/513. Es un derivado directo del coche italiano Fiat 128, que la Zastava a su vez producía (como el Zastava 128), y la única diferencia entre este y el 101 resultaba en la adición de una práctica quinta puerta para el maletero.
Con un diseño muy similar al del  Simca 1100 de 1967, el 101 sería uno de los primeros coches de estilo hatchback con motor y caja de cambios ubicados en posición transversal, ensamblados uno al lado del otro. Cabe señalar que esta versión difiere bastante del diseño del Fiat 128 de 3 puertas, el cual fue un rediseño de la versión Cupé del 128 italiano, y fue presentada recién en 1974 en Italia, y en 1976 en España, producida por SEAT, por lo cual no tuvo un equivalente directo en la gama Fiat, facilitando su exportación a Europa Occidental y América Latina. 

### Modelos 1971 a 1976
Dada su practicidad y robustez, una variante mejorada del Zastava 101, el Skala 55, se continuó vendiendo en Serbia hasta que dejó las líneas de producción en 2008, con un total de 1.273.532 unidades construidas desde 1971.
Con su tracción delantera, representó un gran cambio respecto a otras marcas que mantenían aún en sus coches la propulsión posterior, este innovador concepto de diseño le daba al Zastava 101 un excelente aprovechamiento de su habitabilidad. La suspensión independendiente atrás se acoplaba de manera excepcional y le otorgaba un excelente comportamiento en las carreteras y en los caminos de Europa oriental, que junto a la gama de motores diseñados por el legendario ingeniero italiano Aurelio Lampredi le hacían conseguir unas excepcionales prestaciones.
En el año 1973, el Zastava 101 ganó en su clase el premio número 17.º en la competición internacional de rallys Tour d'Europe. Al año siguiente, el conductor de rallys yugoslavo J. Palikovic sería anunciado que al pilotar su 101, preparado especialmente; batiría a un Porsche 911 en velocidad en ciertas competiciones durante varias etapas.
En febrero de 1975, la firma Zastava organizó una expedición desde la planta de Kragujevac hasta el monte Kilimanjaro. Cinco unidades de serie nuevas del Zastava 101 y once de sus mejores conductores y miembros de tripulación se embarcaron en la travesía desde Serbia hacia los desiertos africanos y a la la sabana, finalizando su recorrido de 45 días y su expedición al encumbrarse en el Kilimanjaro. Consecuentemente, las cifras de ventas del Zastava fueron hechas bajo el eslogan de Vozilo uspeha (en su traducción vulgar como el vehículo del suceso). En Colombia, la planta de la C.C.A. ensambló este modelo (vendido como taxi) entre los años 1971 a 1981, y en Polonia, la planta de la FSO produjo el Zastava 101 desde 1971 hasta 1976.
Como en sus inicios, dos versiones del Zastava 101 eran la que se podían conseguir: una standard y una De Lujo. La versión standard ofrecía asientos tapizados de vinilo negro, con un pomo esférico de plástico negro en la palanca de cambios. En la versión De Lujo se podían hallar asientos de vinilo rojo y negro y alfombra del mismo color, perfiles y tapacubos cromados y algunos retoques en los remates interiores de las puertas y de sus paneles interiores y exteriores, y acabados de imitación madera en los salpicaderos y los asientos de los frontales del asiento del pasajero. El logo de la Zastava se encontraba incrustado con un escudo transparente, muy recordado por su estilo anudado.
Los siguientes años se vieron cambios en la parrilla del radiador, que de ser de plásticoe negro (en algunos casos se creían gris), se pasó a construir de cromo. En 1976, el modelo 101 sería reemplazado con emodelo 101L, reemplazando así a la versión De Lujo, en la que se acomodaron nuevos paragolpes con retoques de goma, asientos planos reclinables, los mismos acabados en cromo inclusive en la parrilla del radiador, una nueva luz de marcha atrás, lavaparabrisas eléctrico, un termómetro de agua, un encendedor de cigarrillos y frenos servoasistidos.   
En 1979, más de 88,918 unidades directas del Zastava 101 o de sus modelos derivados salieron de las líneas de producción de la factoría de Kragujevac. Dos años después, este coche sería coronado en Yugoslavia como El Auto de la década.

### Modelos 1976 a 1991

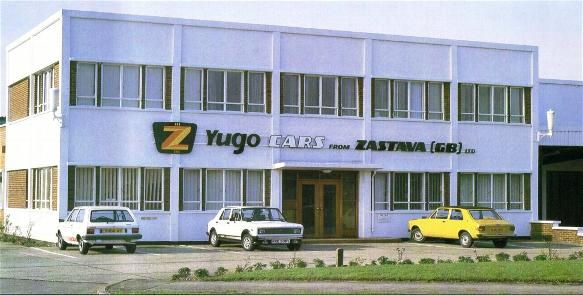
Una foto del concesionario de la Zastava (que importaba sus coches bajo la marca Yugo) en el Reino Unido.

En los inicios de los años 80 se ve la llegada de los nuevos 101, que se convirtieron en un coche popular en el Reino Unido. Promocionado bajo el eslogan Go New! Go Yugo!, la gama de modelos 311/313/511/513 sería prontamente la gama de coches más económica disponible en el mercado británico. En 1984, el modelo de entrada a la línea costaba tan solo menos de unas £2,400, siendo apenas tan costoso como la mitad de un Ford Escort, su coche local y equivalente en el mercado. En orden de evitar el desgaste provocado por el roce de partículas del suelo, un recubrimiento de PVC como capa protectora (proceso conocido como "graquelado"), sería aplicado en el fondo del bastidor y las partes más propensas a la corrosión. En 1991, el Zastava 101/Yugo Skala millonésimo sería producido. el Zastava 101 recibiría en el año 2008 el nombre de Skala (Skala 55 en el Reino Unido). En Serbia su fama de ser el coche más asequible se mantendría hasta su fin. "Hemos vendido más de 1.5 millones... y lo seguiremos construyendo... siempre y cuando le sigan comprando", diría en su momento uno de los directivos de la Zastava Automobili, en Kragujevac.

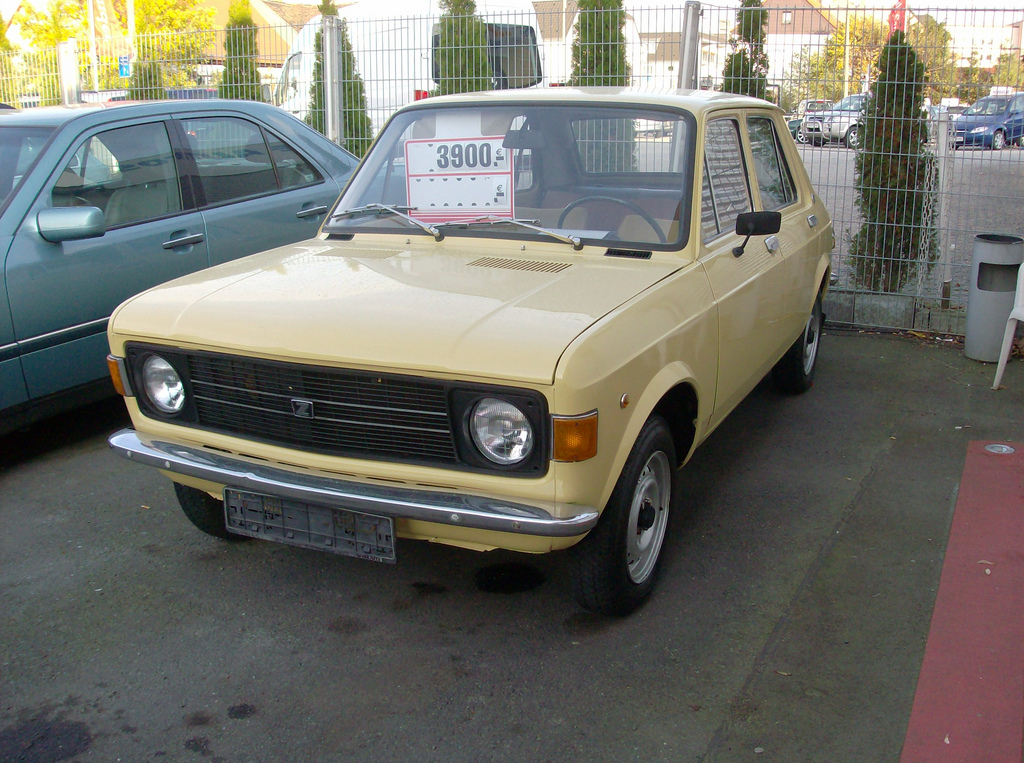
El Zastava 1100p (o Yugo 311) fue un coche para las masas, también sería muy popular en Alemania oriental.

La producción del Zastava 101 se continuó, con el cambio de nombre a Zastava Skala, tiempo antes de la descontinuación oficialmente anunciada del Zastava 128, su antecesor. El Skala equipa una quinta puerta, lo que lo convierte en un coche verdaderamente funcional para su precio. Al plegarse la banqueta trasera la capacidad de carga se incrementa, pasando de 325 hasta los 1,010 litros.

### Modelos 1992 a 2007
En los años finales de su producción, el Zastava Skala estuvo disponible en un nivel bajo de accesorios: un motor de 55 hp, de 1.1 litros de cilindraje, de 5 puertas y comercializado como el Skala 55. En el año 2008, una nueva versión del Skala se podía adquirir por debajo de 4,000 euros, dándole un golpe mortal al Zastava Koral (en otros mercados era comercializado como Yugo). La Zastava pasado el año 2007 estimó que de la gama de coches super-económicos el Skala 55 era uno de los coches más económicos del mundo en su momento.

### Modelo 2008
Visitantes del stand de Zastava de la versión 2008 del Car Show en Belgrado, celebrado entre los días marzo 13 al 19, habrán hecho una o dos tomas del coche conceptual allí presentado. Situado detrás del Zastava Koral y de un Zastava 10, y del nuevo Florida TDC diésel, estaba el renovado Skala 55. Algunos pocos recuerdan cuando este coche de gama popular era el coche con que muchos se iniciaban a nivel de propietarios, y que era el caballo de trabajo de muchos, y que veía por pocas ocasiones las luces de una feria, luego; presente en un coche renovado y que contaba con muchas mejoras; siendo considerado como el coche más asequible de dicha presentación, una cortesía de Zastava I&D.
Bajo el capó se instaló un nuevo radiador de aluminio. Debajo de la carrocería, los nuevos rodamientos y unas nuevas juntas homocinéticas serían incorporadas (derivadas del material mecánico compartido con el Zastava 10). Detrás del volante se vio un nuevo tablero de instrumentos, complementado por un novedoso tacómetro, de luz led en tono azul y de retoques rojos tras sus remates curvilíneos. Aparte, unos muy completos y remozados asientos fueron el complemento para una nueva acomodación, un espectacular interior y una posición de conducción elevada.
El Zastava/Yugo Skala 55 modelo 2008 a su vez comparte con el Zastava 10 un nuevo cláxon;  espejos retrovisores ajustables desde el interior, y un retrovisor compartido al que monta el mencionado. Las cerraduras de las puertas provenían del Zastava Florida In (otros aditamientos venían de los incorporados al Zastava Koral y al Zastava Florida). Ahora sus propietarios podían abrir sus puesdtas, el maletero, y arrancar el coche con una sola llave.
Como opción, al Zastava 101/Skala 55 se le puede convertir a combustible GNC, con un cilindro preinstalado de fábrica (de la firma Lovato), de 40 litros de capacidad. El último Zastava 101 (marcado con el número 1.045.258) rodó desde la línea de ensamblaje el 20 de noviembre de 2008, siendo producidos un total de 1.273.532 Zastava 101/Skala (1.045.258 unidades del modelo Zastava 101 y 228.274 unidades del Zastava 128).

## Descripción técnica
| Motores a Gasolina | Motores a Gasolina | Motores a Gasolina                 | Motores a Gasolina | Motores a Gasolina | Motores a Gasolina            | Motores a Gasolina     | Motores a Gasolina |
| Modelo             | Cilindrada         | Potencia                           | Torque             | Velocidad máxima   | Aceleración (de 0 a 100 km/h) | Consumo de combustible | Años de producción |
| ------------------ | ------------------ | ---------------------------------- | ------------------ | ------------------ | ----------------------------- | ---------------------- | ------------------ |
| 1100/1100P         | 1116 cm³           | 40,5 kilovatios (54 HP) a 6000 rpm | 78,5 Nm a 3000 rpm | 135 km/h           | 19 segundos                   | 9,6 litros/100 km      | 1971-1976          |
| M-1300             | 1290 cm³           | 53,5 kilovatios (72 HP) A 6000 rpm | 100 Nm a 3900 rpm  | 150 km/h           | 15 segundos                   | 9,6 litros/100 km      | 1976-1988          |
| 1100 Súper         | 1116 cm³           | 47 kilovatios (63 HP) a 6000 rpm   | 81 Nm a 4000 rpm   | 148 km/h           | 16,5 segundos                 |                        | 1988-2008          |
| Skala 55 (511 GL)  | 1116 cm³           | 44 kilovatios (59 HP) a 6000 rpm   | 83 Nm a 4400 rpm   | 146 km/h           | 17 segundos                   | 8,5 litros/100 km      | 1976-2008          |

## Galería de imágenes

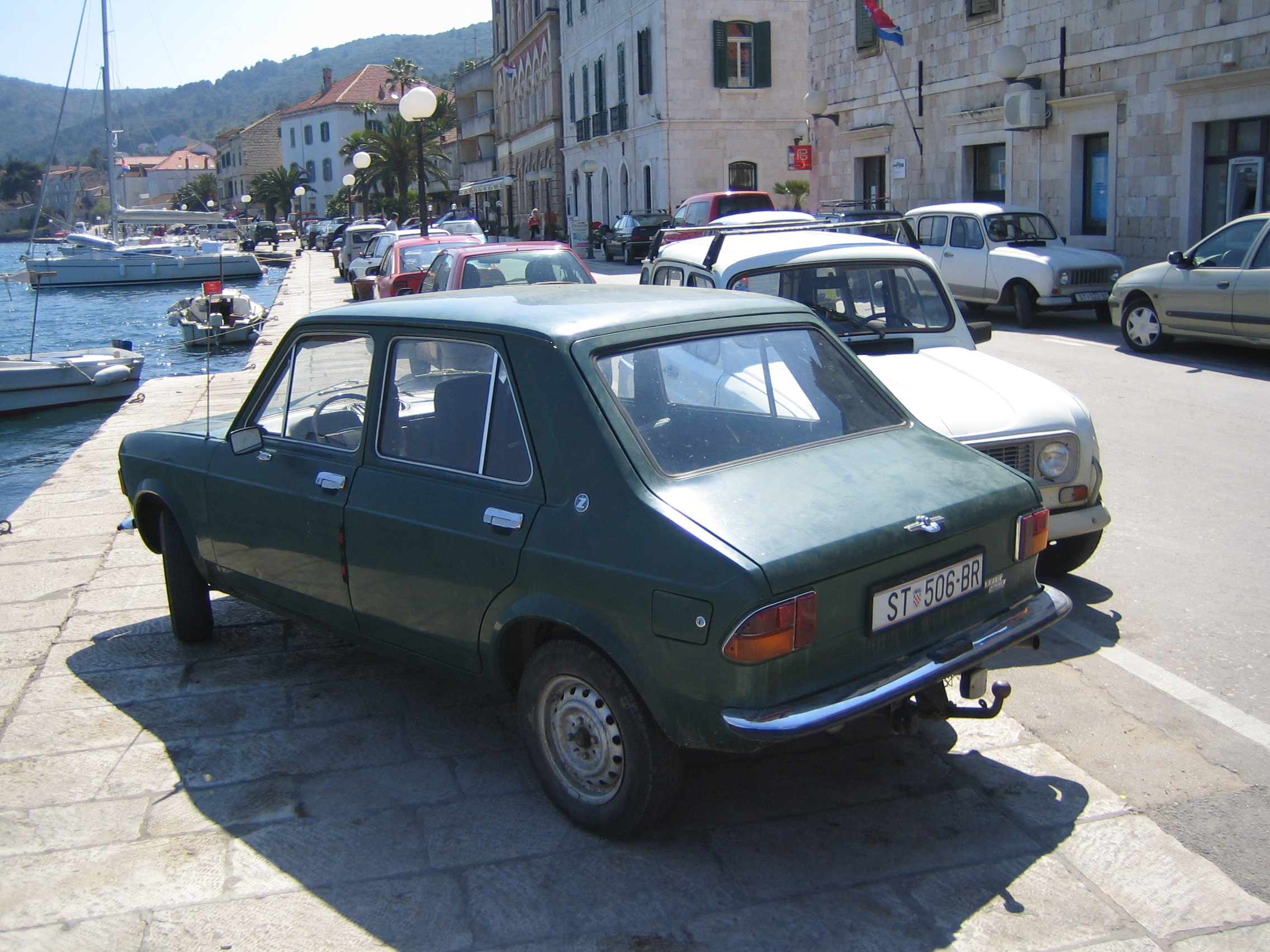
Zastava 101 Versión De Lujo
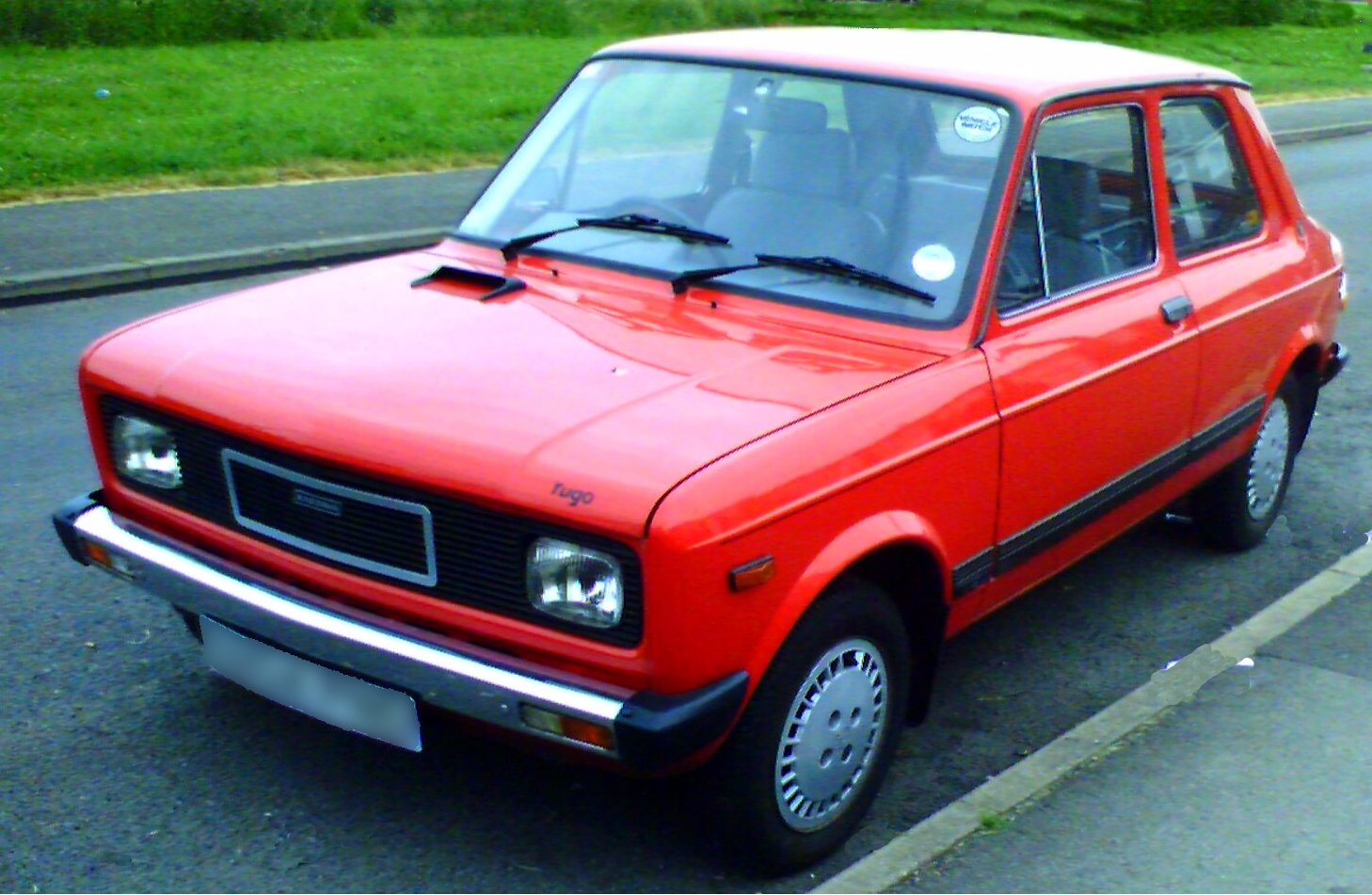
Un Zastava 311, modelo 1996 (originario de Kragujevac, vendido como el Yugo 311 en el Reino Unido y otros países)
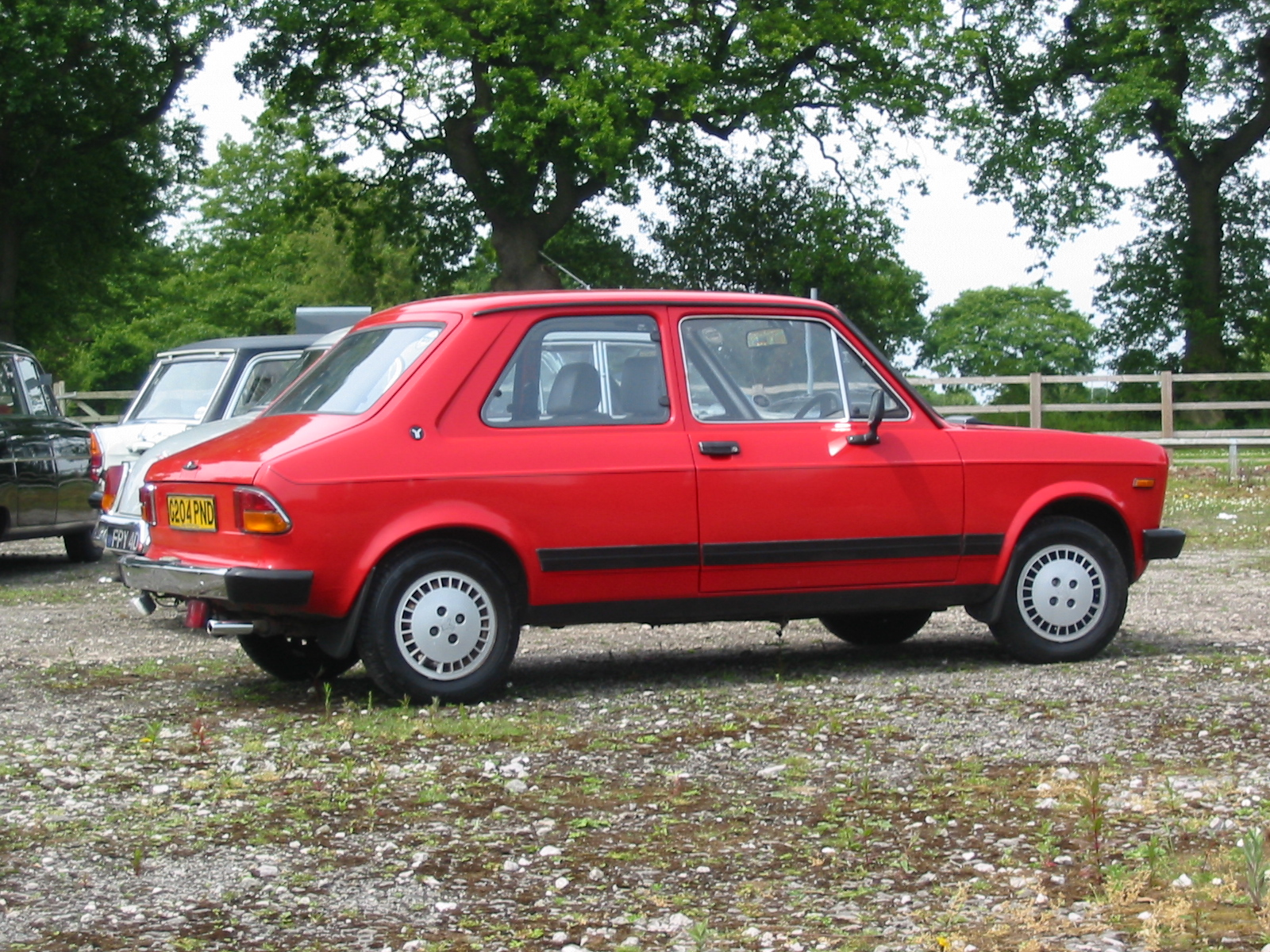
Zastava Yugo 311 (vista lateral)
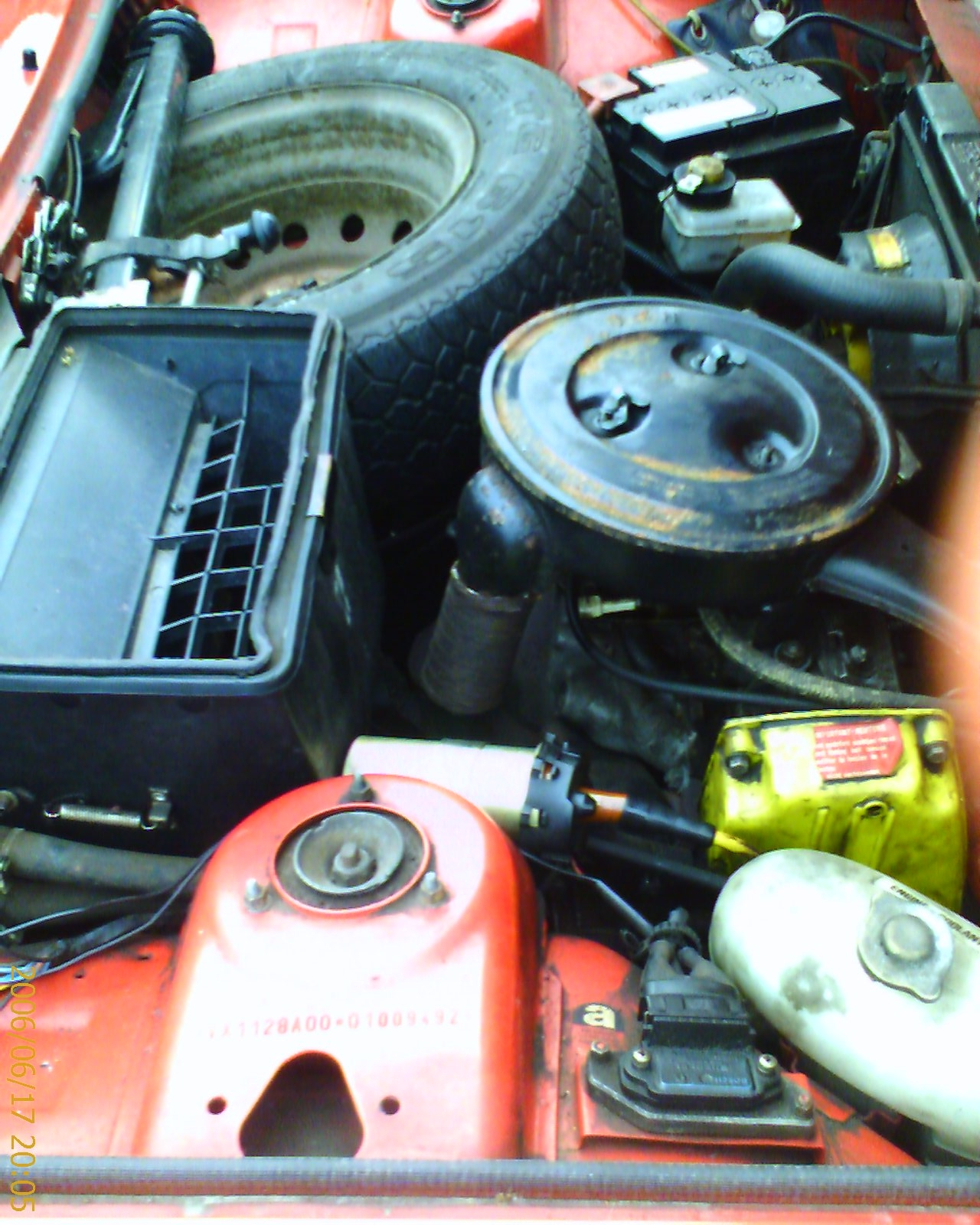
Una vista debajo del capó de un Zastava (Yugo) 311
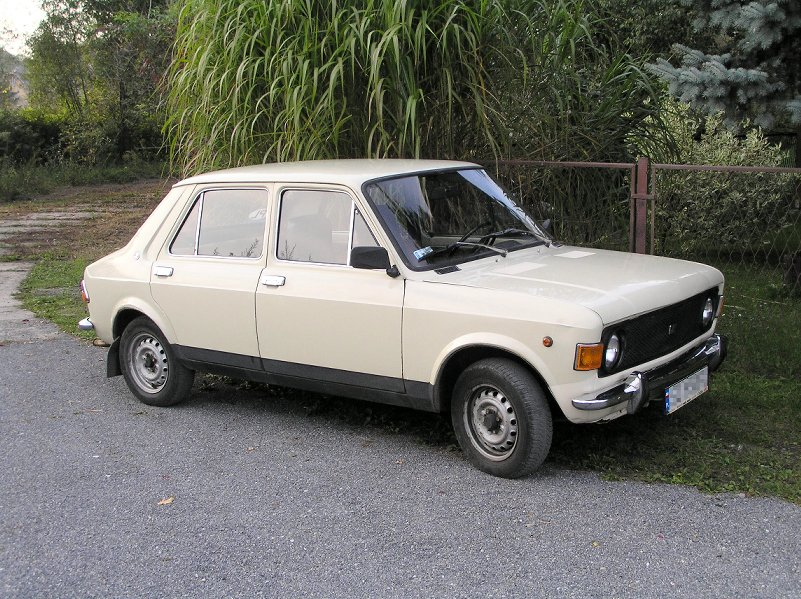
Zastava 1100p (hecho en Polonia por la FSO bajo licencia)
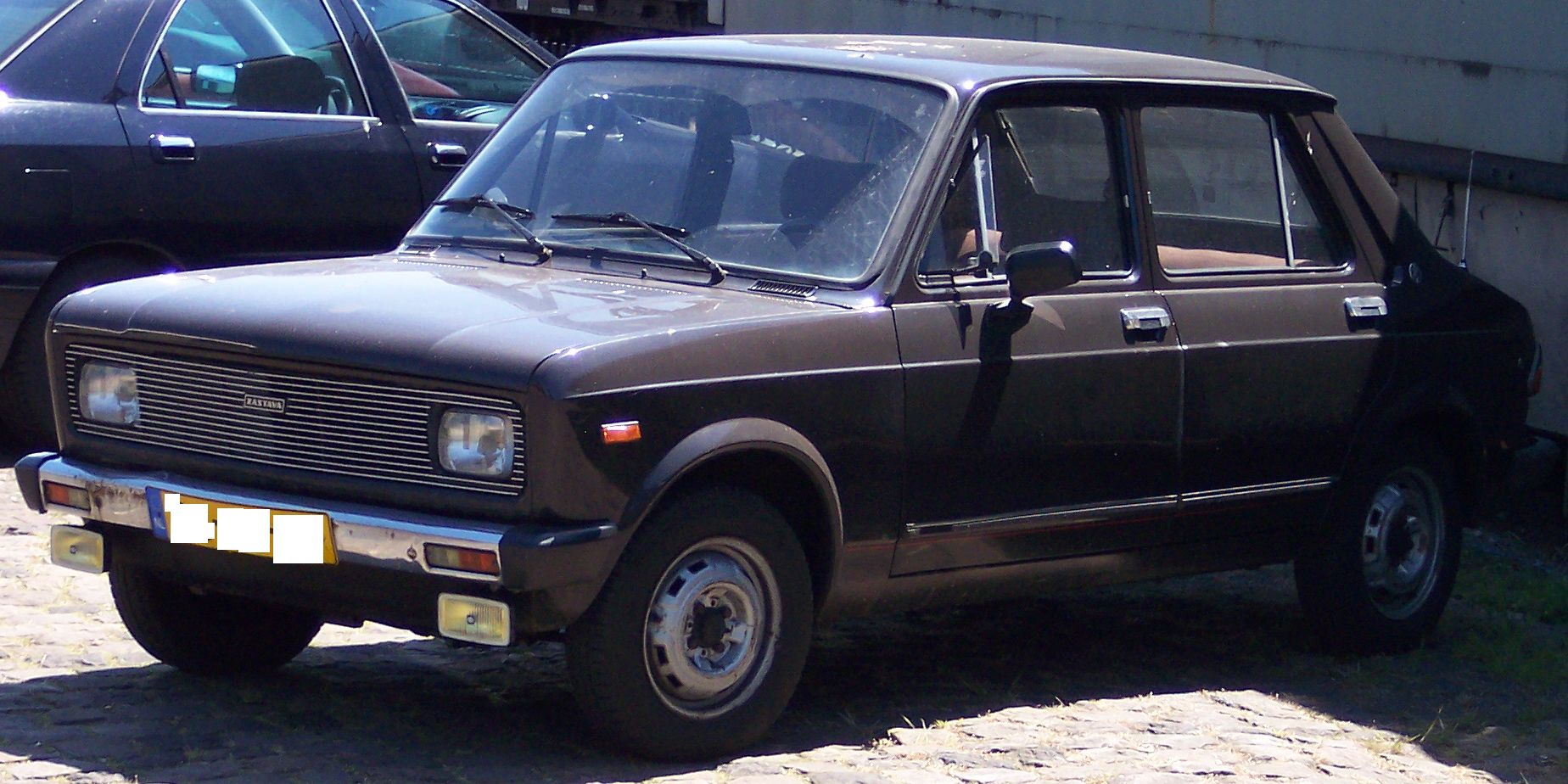
Zastava 1100p
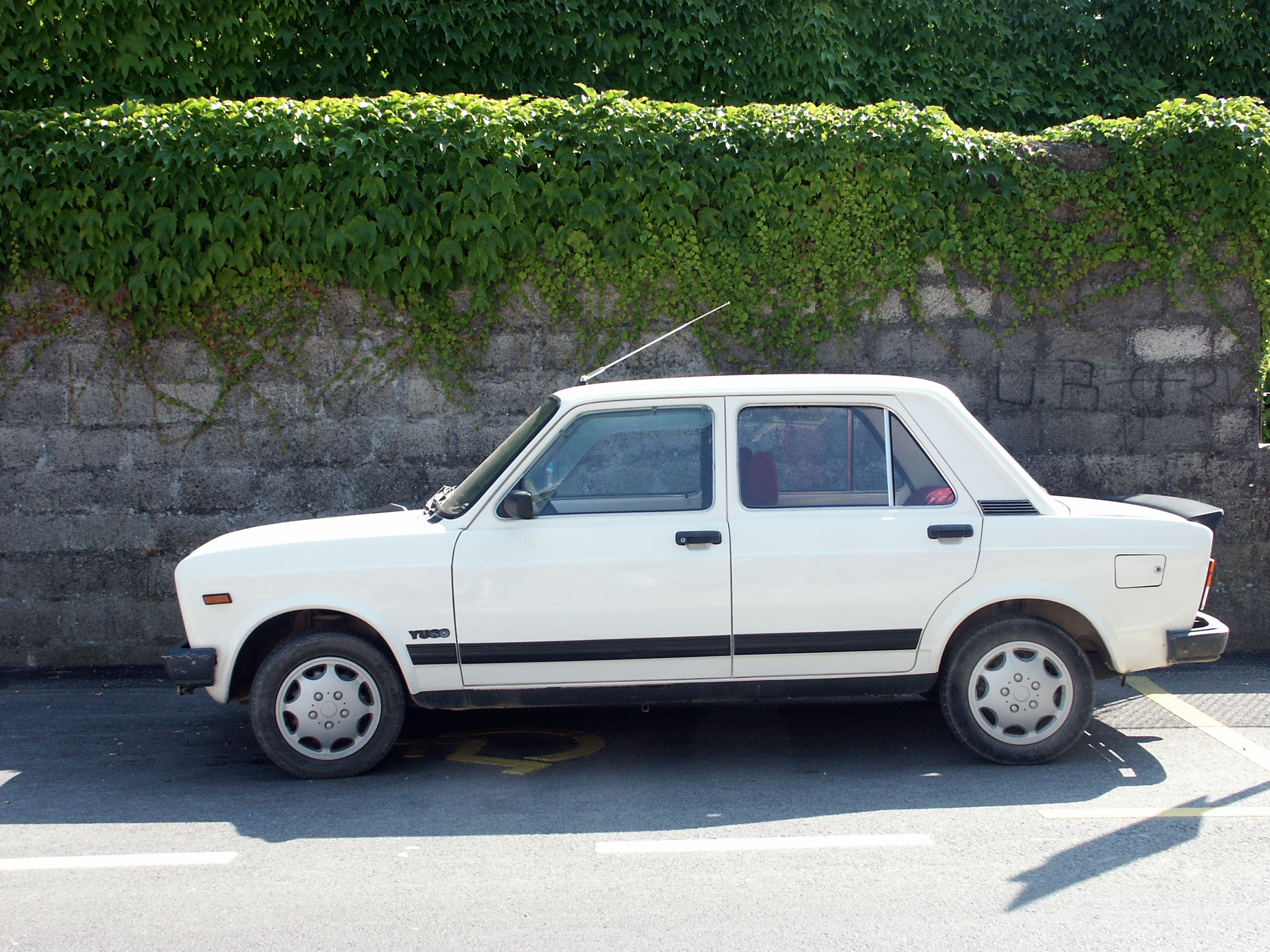
Zastava 128 Skala 55
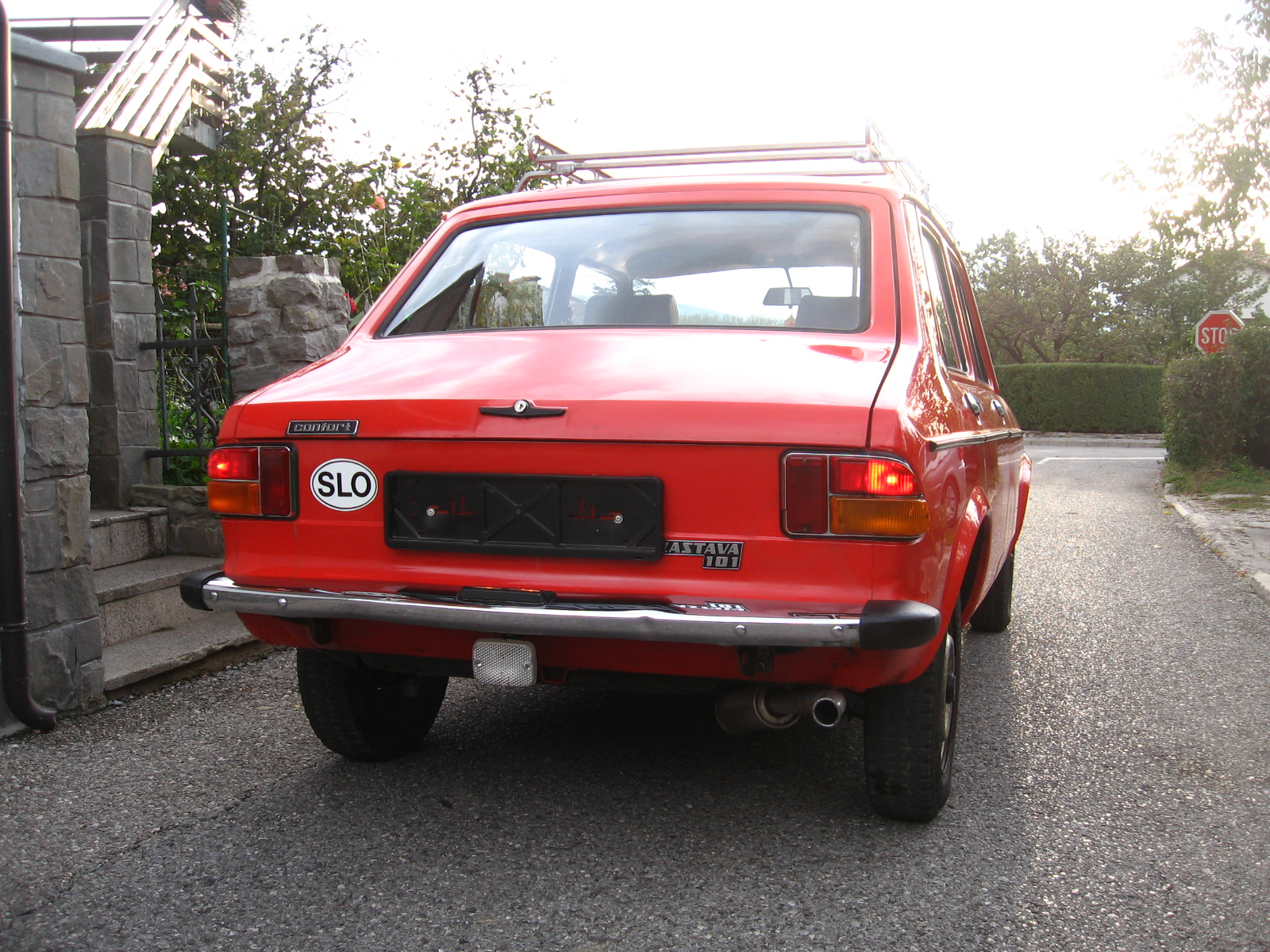
Zastava 101 Confort, modelo 1982
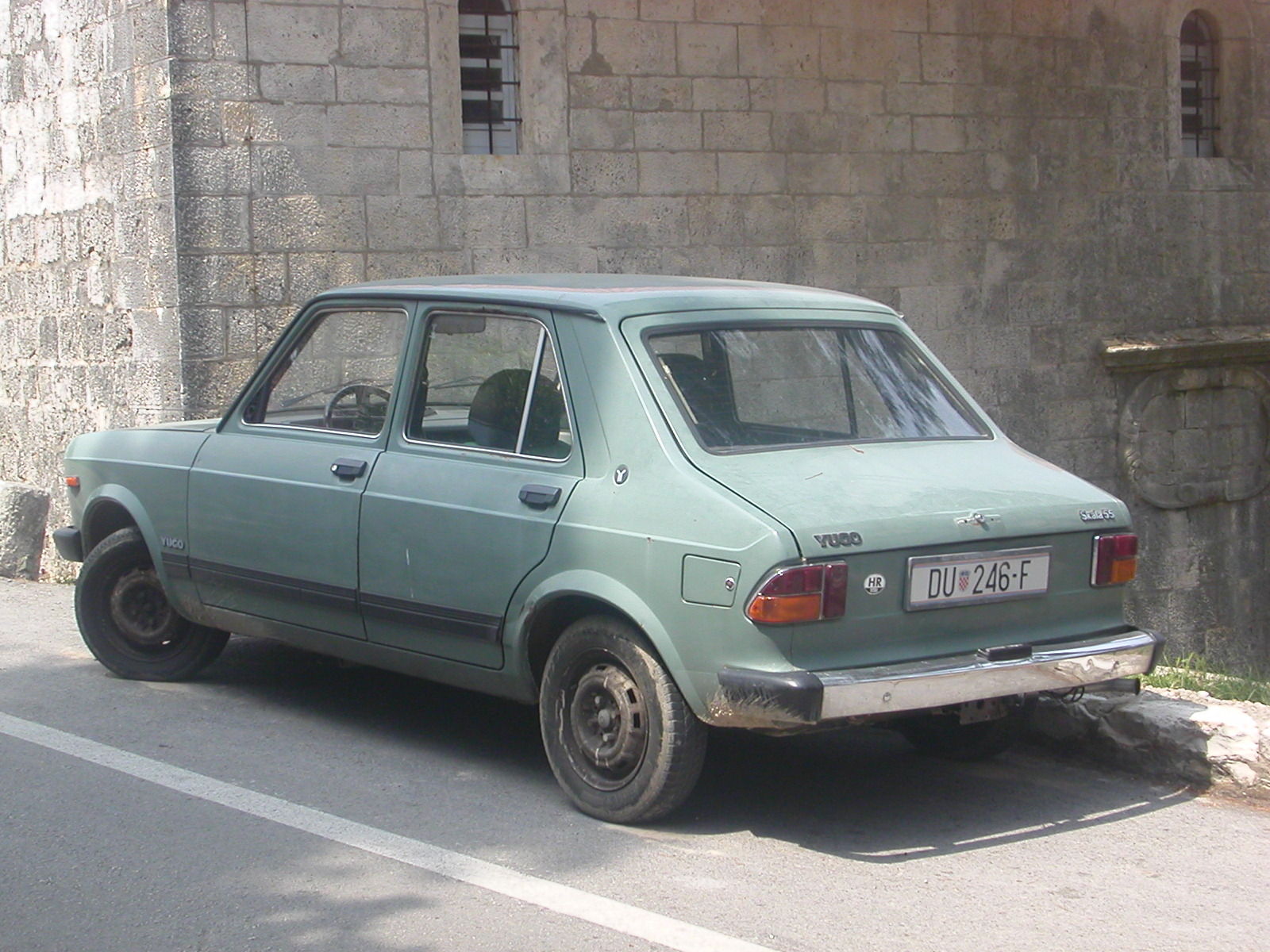
Un Zastava Skala 55 (vendido como Yugo), en una calle de Croacia
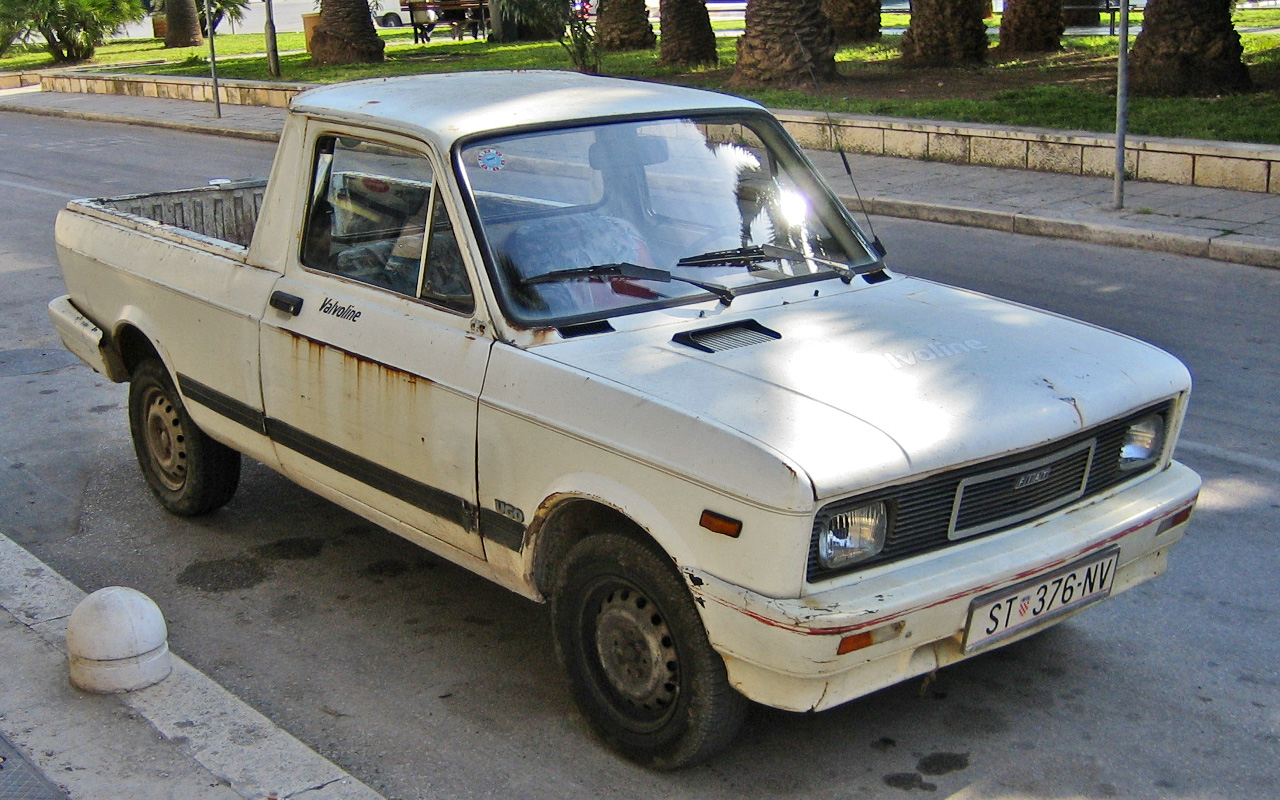
Zastava Skala Pick-up modelo 2004